# Падение Артура
«Падение Артура» (англ. The Fall of Arthur) — неоконченная поэма Дж. Р. Р. Толкина, выпущенная посмертно 21 мая 2013 года. Книгу скомпилировал, отредактировал и выпустил его сын — Кристофер Толкин. Сюжет представляет собой рассказ о походе короля Артура на далёкие языческие страны, сомнениях Ланселота, изгнанного во Францию, предательстве Мордреда, которого король оставил у себя в замке заместителем и их возвращении в Великобританию с целью отвоевать захваченное. Произведение представляет собой аллитерационный стих, снабжённый обширными комментариями Кристофера Толкина, а также значительные его эссе, касаемые связи «Падения Артура» с легендариумом и эволюцией поэмы.

## История создания
Первые записи были сделаны в начале 30-х годов, однако ближе к 1937 году, он отказался от её продолжения. Однако, в письме № 165 в «Хоутон-Мифлин», датированным июнем 1955 года, он вновь изъявил желание закончить эту поэму. Кроме того, это произведение упоминается в «Биографии Толкина» Хамфри Карпентера.

## Связь произведения с легендариумом
Кристофер Толкин предполагает, что остров Авалон, упоминаемый в поэме и набросках её концовки, отождествляется с островом Тол Эрессеа.

## Публикация на русском языке
Впервые перевод небольшого фрагмента поэмы "Падение Артура" первой главы на русском языке был опубликован 30-09-2013г. писателем Александром Ульяненковым
На русском языке полный перевод, выполненный лингвистом и переводчиком Светланой Борисовной Лихачевой, выпустило издательство «Аст».